# Morski psi prasci
Morski psi prasci (lat. Oxynotidae) porodica manjih morskih pasa iz dubina ne manjih od 40 pa do preko 1 000 metara, obično na ili pri dnu. Imaju organe koji proizvode svjetlost
Najveći manđu njima je Oxynotus centrina koji naraste do 150 cm dužine, jedini koji živi i u Jadranu; ostali oko 50 ili 60 cm. Trouglastog izgleda, obje leđne peraje imaju bodlju. Hrane se ribama i beskralježnjacima.

## Vrste
1. Oxynotus bruniensis (Ogilby, 1893)
2. Oxynotus caribbaeus Cervigón, 1961
3. Oxynotus centrina (Linnaeus, 1758)
4. Oxynotus japonicus Yano & Murofushi, 1985
5. Oxynotus paradoxus Frade, 1929

## Vanjske poveznice
|  | Zajednički poslužitelj ima još gradiva o temi Oxynotidae |
|  | Wikivrste imaju podatke o taksonu Oxynotidae             |